# Ercitita
L'ercitita és un mineral de la classe dels fosfats. Rep el nom en honor de T. Scott Ercit (1957-), mineralogista i cristal·lògraf canadenc.

## Característiques
L'ercitita és un fosfat de fórmula química NaMn³⁺(PO₄)(OH)(H₂O)₂. Cristal·litza en el sistema monoclínic. La seva duresa a l'escala de Mohs es troba entre 3 i 4. És un mineral estructuralment relacionat amb la bermanita.

## Formació i jaciments
Va ser descobert a la mina Tanco, una mina de tàntal, liti i cesi que es troba en la pegmatita de Tanco, una dels complexos pegmatítics més antics coneguts, amb uns 2.670 milions d'anys. Està situada al Llac Bernic, a Manitoba, Canadà, tractant-se de l'únic indret on ha estat trobada aquesta espècie mineral.